# Котт, Александр Константинович
Алекса́ндр Константи́нович Котт (род. 22 февраля 1973, Москва, РСФСР, СССР) — российский кинорежиссёр
, сценарист, продюсер. Брат-близнец кинорежиссёра Владимира Котта.

## Творческий путь
Родился 22 февраля 1973 года в Москве в еврейской семье. Отец — Константин Самуилович Котт (1937—2001), мать — Белла Шепшелевна Рахлина (1937—1987). После окончания Школы эстетического воспитания при Театре на Красной Пресне в 1990 году работал фотографом. Участвовал в нескольких выставках фотографии в «Галерее на Пироговке», музее ГИТИСа, Академии Культуры.
В 1994 году поступил во ВГИК, в мастерскую режиссуры игрового фильма Владимира Хотиненко. А осенью 1997 года успешно прошёл мастер-класс Анджея Вайды в Кракове.
В 1997 году по заказу французского телевидения (канал «ARTE») снял однокадровый фильм «Путешествие», короткометражный фильм «Верёвка» (1998).
С фильмом «Фотограф» участвовал более чем в тридцати международных кинофестивалях.
В 2000 году окончил ВГИК. 
Следующей работой после «Фотографа» стала ещё одна короткометражная лента — «Пугало» (2000), снятая при участии Кинокомпании СТВ.
Окончив ВГИК, снял полнометражный дебютный фильм «Ехали два шофёра» (2001). На фестивале «Киношок» в Анапе (Краснодарский край) лента была удостоена приза «За лучшую режиссуру». Фильм вышел в прокат в январе 2002 года.
Следующей крупной работой режиссёра стал многосерийный телефильм 2004 года по роману Валентина Пикуля «Конвой PQ-17».
В 2006 году он снял экранизацию романа Лермонтова «Герой нашего времени».
В 2010 году Котт снял фильмы «Брестская крепость» и «Подсадной».
Очередным проектом Александра Котта, который демонстрировался по одному из центральных каналов Российского телевидения, стал восьмисерийный фильм «Охотники за бриллиантами».
В ноябре 2012 года вышел 16-серийный сериал «Обратная сторона Луны», являющийся адаптацией сериала компании BBC «Жизнь на Марсе».
12 декабря 2012 года Котт снял клип на песню рок-группы ДДТ «Где мы летим» из альбома «Иначе / P.S.» (в главной роли — Чулпан Хаматова)
В 2014 году фильм Александра Котта «Испытание» получил главный приз фестиваля «Кинотавр».
В 2015 году стал членом Жюри 1-го Московского Еврейского Кинофестиваля.
В конце декабря 2022 года в прокат вышел фильм «Чук и Гек. Большое приключение» Котта. Главные роли в семейном приключении исполнили Владимир Вдовиченков и Юлия Снигирь.

## Личная жизнь
Жена — актриса Анна Цуканова-Котт (род. 15 июня 1989 г.). У пары двое детей: сын, Михаил (род. 2008), и дочь, Лея (род. 2018). Анна, будучи замужем, встречалась некоторое время с женатым актером Владимиром Епифанцевым, что разрушило его брак с Анастасией Веденской в 2018 году.
Дед — Самуил Касьянович Котт (1905—1973), уроженец местечка Корец, был секретарём парткома фабрики им. Маркова, командовал зенитно-артиллерийским взводом 1683-го артиллерийско-зенитного артполка 2-го Прибалтийского фронта и учебно-строевой частью резерва офицерского состава 51 армии, кавалер ордена Красной Звезды (1945).

## Фильмография
Кино
| Год  | Название                       | Режиссёр | Сценарист | Примечание                                                                                  |
| ---- | ------------------------------ | -------- | --------- | ------------------------------------------------------------------------------------------- |
| 2001 | Ехали два шофёра               | Да       | Да        |                                                                                             |
| 2010 | Брестская крепость             | Да       | Нет       |                                                                                             |
| 2010 | Подсадной                      | Да       | Нет       |                                                                                             |
| 2011 | Мой любимый раздолбай          | Да       | Нет       |                                                                                             |
| 2011 | Ёлки 2                         | Да       | Нет       | совместно с Киселёвым, Барановым, Габриадзе                                                 |
| 2013 | Ёлки 3                         | Да       | Нет       | совместно с Хариной, Киселёвым, Габриадзе, Телегиной, Карпиловским, Мегердичевым и Засеевым |
| 2014 | Испытание                      | Да       | Да        |                                                                                             |
| 2014 | Ёлки 1914                      | Да       | Нет       | совместно с Бекмамбетовым, Киселёвым, Быковым, Карпиловским, Телегиной, Кавуном и Засеевым  |
| 2015 | Инсайт                         | Да       | Да        |                                                                                             |
| 2015 | Ёлки 5                         | Да       | Нет       | совместно с Бекмамбетовым, Перельманом, Джендубаевым, Шавкеро, Лихачёвой и Непомнящим       |
| 2017 | Ёлки новые                     | Да       | Нет       | совместно с Крыжовниковым, Киселёвым, Карпиловским и Нужным                                 |
| 2018 | Спитак                         | Да       | Нет       |                                                                                             |
| 2018 | Ёлки последние                 | Да       | Нет       | совместно с Бекмамбетовым, Барановым, Пармас, Булыгиным и Полинским                         |
| 2022 | Чук и Гек. Большое приключение | Да       | Нет       |                                                                                             |
| 2024 | Ёлки 11                        | Да       | Нет       |                                                                                             |
| 2024 | Северный полюс                 | Да       | Нет       |                                                                                             |

Телевидение и  интернет
| Год  | Название                 | Режиссёр | Примечание                                                    | Канал        |
| ---- | ------------------------ | -------- | ------------------------------------------------------------- | ------------ |
| 2002 | Ха!                      | Да       | телеальманах (новелла «Петрович ждать не будет»)              | Россия       |
| 2002 | Цирк                     | Да       | сериал, 12 эпизодов                                           | Культура     |
| 2003 | Список влюблённых РФ     | Да       | телеальманах (новелла «Личные трудности»)                     | ТНТ          |
| 2004 | Конвой PQ-17             | Да       | сериал, 8 эпизодов                                            | Россия-1     |
| 2006 | Герой нашего времени     | Да       | сериал, 8 эпизодов                                            | Первый канал |
| 2007 | Посторонний              | Да       | телефильм                                                     | НТВ          |
| 2009 | Я покажу тебе Москву     | Да       | телефильм                                                     | НТВ          |
| 2009 | 9 мая. Личное отношение  | Да       | телеальманах (новелла «Все ушли на фронт»)                    | Звезда       |
| 2011 | Крепость                 | Да       | сериал, 4 эпизода (телеверсия «Брестской крепости»)           | Первый канал |
| 2011 | Охотники за бриллиантами | Да       | сериал, 8 эпизодов                                            | Первый канал |
| 2012 | Обратная сторона Луны    | Да       | сериал-адаптация (2 сезона по 16 эпизодов)                    | Первый канал |
| 2012 | Клуши                    | Да       | телефильм                                                     | Россия-1     |
| 2013 | Третья мировая           | Да       | сериал, 4 эпизода                                             | Первый канал |
| 2014 | 1001                     | Да       | сериал, 4 эпизода                                             | Первый канал |
| 2015 | Фарца                    | Нет      | сериал, 8 эпизодов (сценарист)                                | Первый канал |
| 2017 | Троцкий                  | Да       | сериал, 8 эпизодов (совместно с К. Статским)                  | Первый канал |
| 2017 | Ковчег                   | Да       | телефильм                                                     | Первый канал |
| 2018 | Лачуга должника          | Да       | сериал, 8 эпизодов                                            | Россия-1     |
| 2019 | День до                  | Да       | телефильм (совместно с В. Коттом, Карпиловским и Хлебниковым) | Ivi          |
| 2019 | Последствия              | Да       | сериал, 8 эпизодов                                            | Okko         |
| 2021 | Арбатские тайны          | Да       | сериал, 19 эпизодов (совместно с З. Ройзманом)                | Первый канал |
| 2021 | Седьмая симфония         | Да       | сериал, 8 эпизодов                                            | Россия-1     |
| 2023 | Родные люди              | Да       | сериал, новелла «Москва. Вальсы», 1 эпизод                    | Wink         |

Короткометражные фильмы
| Год  | Название        | Режиссёр | Сценарист |
| ---- | --------------- | -------- | --------- |
| 1997 | Алёнушка        | Да       | Нет       |
| 1997 | Путешествие     | Да       | Да        |
| 1997 | Фотограф        | Да       | Да        |
| 1998 | Верёвка         | Да       | Нет       |
| 2000 | Пугало          | Да       | Да        |
| 2003 | Великан         | Да       | Да        |
| 2008 | Рыба            | Да       | Да        |
| 2009 | Близкое объятие | Да       | Да        |
| 2021 | Гогоl-Mогоl     | Да       | Да        |

Видеоклипы
| Год  | Название              | Режиссёр | Сценарист | Монтажёр | Примечание |
| ---- | --------------------- | -------- | --------- | -------- | ---------- |
| 2012 | Где мы летим          | Да       | Да        | Нет      | группа DDT |
| 2022 | Стая                  | Да       | Нет       | Нет      | группа DDT |
| 2023 | Родина, вернись домой | Да       | Да        | Да       | группа DDT |

## Признание и награды
- 1997 — Международный конгресс киношкол СИЛЕКТ (Приз за лучший фильм, фильм «Фотограф»)
- 1998 — Конкурс студенческих работ на соискание премии «Святая Анна» (Третья премия в разделе игрового кино, фильм «Фотограф»)
- 1998 — МКФ восточно-европейского кино в Коттбусе (Первый приз в конкурсе к/м фильмов, фильм «Фотограф»)
- 1998 — МКФ к/м фильмов в Бильбао (Спец. упоминание и Приз жюри, фильм «Фотограф»)
- 1998 — МКФ к/м фильмов в Кракове (Спец. приз жюри, фильм «Фотограф»)
- 1998 — МКФ славянских и православных народов «Золотой Витязь» (Приз за лучший студенческий фильм, фильм «Фотограф»)
- 1999 — МТФ в Берлине (Приз Европы в конкурсе «Молодая Европа», фильм «Фотограф»)
- 2000 — Конкурс студенческих работ на соискание премии «Святая Анна» (Спец. приз СК России, фильм «Пугало»)
- 2000 — МКФ «Молодость» в Киеве (Гран-при в конкурсе к/м фильмов, фильм «Пугало»)
- 2000 — МКФ в Берлине (Гран-при конкурса к/м фильмов «Kinderfest», фильм «Пугало»)
- 2000 — МКФ в Монтекатини Терм (Гран-при, фильм «Пугало»)
- 2000 — МКФ в Провансе (Гран-при, фильм «Пугало»)
- 2000 — МКФ к/м фильмов в Гамбурге (Гран-при, фильм «Пугало»)
- 2000 — МКФ славянских и православных народов «Золотой Витязь» (Приз «Золотой Витязь» за лучший студенческий фильм, фильм «Пугало»)
- 2001 — МКФ студенческих фильмов в Тайване (Приз «Золотой Лев», фильм «Фотограф»)
- 2001 — ОКФ «Киношок» в Анапе (Приз за лучшую режиссуру, фильм «Ехали два шофёра»)
- 2007 — «Киношок»
- 2008 — Кинофестиваль «Меридианы Тихого» — приз за лучший к/м фильм («Рыба»)
- 2010 — Премия ФСБ России в номинации «Кино- и телефильмы» за художественный фильм «Брестская крепость»
- 2011 — номинация на премию «Ника» за лучший фильм года и лучшую режиссёрскую работу («Брестская крепость»)
- 2013 — Профессиональный приз Ассоциации продюсеров кино и телевидения в области телевизионного кино (АПКиТ) в номинации «Лучшая режиссёрская работа» и «Лучший телевизионный мини-сериал (5 — 16 серий)» (телесериал «Обратная сторона Луны»)
- 2014 — Кинофестиваль «Кинотавр»[4] — фильм «Испытание»:
  - Главный приз фестиваля (с формулировкой «За воплощение мечты»)
  - Приз Гильдии киноведов и кинокритиков «Слон»
- 2014 — Специальный приз Международного кинофестиваля Abu Dhabi Film Festival — фильм «Испытание»[7]
- 2014 — Специальное отличие жюри 8-го Фестиваля российского кино «Спутник над Польшей» (Варшава) за фильм «Испытание»[8]
- 2014 — 27-й Токийский Международный кинофестиваль («Испытание»)[9]:
  - приз зрительских симпатий
  - приз жюри за художественные достижения
- 2014 — Гран-при 51-го Международного кинофестиваля «Золотой апельсин» (Анталья, Турция), фильм «Испытание»[10]
- 2015 — номинация на премию «Ника» за лучший фильм года (фильм «Испытание»)
- 2016 — Гран-при и приз за лучшую режиссуру на кинофестивале «Виват кино России!» в Санкт-Петербурге (фильм «Инсайт»)[11]
- 2018 — Приз «Серебряный Георгий» за лучшую режиссёрскую работу на 40-м Московском международном кинофестивале за фильм «Спитак»

## Общественная позиция
В феврале 2022 года подписал открытое письмо КиноСоюза против военного вторжения России на Украину.